# E-Side
E-Side —estilizado en mayúsculas— es el primer EP en inglés (segundo en general) del dúo japonés Yoasobi. Fue lanzado digitalmente el 12 de noviembre de 2021, a través de Sony Music Entertainment Japan. Consiste en interpretaciones de ocho canciones del dúo en el idioma inglés, incluyendo sus sencillos anteriores «Into the Night», «RGB», «Monster», y «Blue». Konnie Aoki está a cargo de la traducción de todas las pistas al inglés.

## Antecedentes
| «Queremos llegar a más personas. No queremos cambiar nada. Solo queremos dar la esencia de YOASOBI a los nuevos fans en un nuevo idioma. Pero debería ser muy similar en su núcleo» —Ayase, miembro del dúo haciendo un comentario sobre el lanzamiento del EP. |

Yoasobi lanzó su primera canción en inglés, titulada «Into the Night» el 2 de julio de 2021, que fue traducida por Konnie Aoki de «Yoru ni Kakeru». Más tarde, también lanzaron «RGB» de «Sangenshoku» el 16 de julio, «Monster» de «Kaibutsu» el 30 de julio, y «Blue» de «Gunjō» el 29 de octubre, el mismo día del anuncio de E-Side.
El dúo reveló en su programa de radio, Yoasobi's All Night Nippon X que el título del EP E-Side fue decidido por Nippon Broadcasting System.

## Lanzamiento y promoción
Yoasobi anunció su primer EP en inglés, titulado E-Side el 29 de octubre de 2021, el mismo día del lanzamiento de «Blue», junto con su lista de canciones y portadas, programado para su lanzamiento el 12 de noviembre solo para música digital y plataformas de transmisión. El EP contiene cuatro canciones en inglés y cuatro nuevas canciones traducidas al inglés: «Haven't» de «Tabun», «Comet» de «Yasashii Suise», «Encore», y «Tracing a Dream» de «Ano Yume o Nazotte». La canción completa de «Comet» y «Tracing a Dream» se tocaron por primera vez en su programa de radio Yoasobi's All Night Nippon X el 10 de noviembre, debido a que los fanáticos preguntaron a través de una encuesta de Twitter. Los videos musicales que acompañan a las nuevas pistas se estrenaron junto con el lanzamiento del EP desde la medianoche (JST).

## Lista de canciones
Todas las canciones están escritas por Ayase y traducidas por Konnie Aoki.

| Lista de canciones de E-Side |                   |          |  |
| N.º                          | Título            | Duración |  |
| 1.                           | «Into the Night»  | 4:19     |  |
| 2.                           | «Haven't»         | 4:16     |  |
| 3.                           | «Monster»         | 3:25     |  |
| 4.                           | «Comet»           | 3:33     |  |
| 5.                           | «RGB»             | 3:39     |  |
| 6.                           | «Encore»          | 4:30     |  |
| 7.                           | «Blue»            | 4:06     |  |
| 8.                           | «Tracing a Dream» | 4:01     |  |
| 31:49                        |                   |          |  |